# 게이브리얼 가드너
게이브리얼 브라이언 가드너(영어: Gabriel Bryan Gardner, 1976년 3월 18일~)는 미국의 은퇴한 배구 선수이다. 유럽과 남아메리카, 아시아 등지에서 선수 생활을 했으며, 미국 대표팀 선수로 올림픽에 2번 참가하여 2008년 하계 올림픽에서 금메달을 획득했다.